# Landgraaf
Landgraaf (in limburghese Lankgraaf) è una municipalità dei Paesi Bassi di 38 452 abitanti, situata nella provincia del Limburgo e formatasi nel 1982 dall'unione di Landgraaf con gli ex-comuni di Nieuwenhagen, Schaesberg ed Ubach over Worms.

## Cultura

### Eventi
Landgraaf è famosa per il festival musicale annuale che vi si tiene durante il fine settimana di Pentecoste. Il festival si chiama Pinkpop; Pink viene da "Pinksteren", che significa appunto Pentecoste. Vi si sono esibiti musicisti di fama, come i Red Hot Chili Peppers nel 2006, i Muse nel 2000, 2002, 2004, 2007, 2015, i Thirty Seconds to Mars nel 2007 e Bruce Springsteen nel 2009 e, più recentemente, anche i The Cure nel 2019.

## Sport

### Impianti sportivi
Nella città è presente una pista da sci indoor nella quale si sono disputate, a partire dal 2003, diverse competizioni di sci alpino (gare FIS e di Coppa Europa) e di snowboard (gare FIS, di Coppa del Mondo e di Coppa Europa).